# Henryk z Virneburga (arcybiskup Moguncji)
Henryk z Virneburga (zm. 21 grudnia 1353) – arcybiskup Moguncji i książę-elektor Rzeszy od 1328 r.

## Życiorys
Henryk był synem Ruprechta II, hrabiego Virneburga, oraz Kunegundy. Jego liczni krewni piastowali różne wysokie funkcje kościelne, a siostry były żonami możnych książąt Rzeszy. Przeznaczony do stanu duchownego, już w młodym wieku posiadał różne stanowiska kościelne. W 1313 r. został prepozytem w Bonn i w tym okresie często reprezentował swego stryja arcybiskupa Kolonii Henryka II z Virneburga. W październiku 1328 r. został mianowany arcybiskupem Moguncji, co zawdzięczał poparciu stryja – papież Jan XXII chciał obalić cesarza Ludwika IV Wittelsbacha i potrzebował w związku z tym swoich stronników na pozycjach elektorskich. Kapituła moguncka opowiedziała się jednak przeciwko Henrykowi i powołała na administratora księstwa arcybiskupiego arcybiskupa Trewiru Baldwina Luksemburskiego. Henryk początkowo porozumiał się z miastem, ale w 1332 r. doszło za pośrednictwem cesarza do ugody Moguncji z Baldwinem. Dopiero w 1336 r. Baldwin ustąpił papieskim naciskom i Henryk mógł objąć w posiadanie arcybiskupstwo. W 1337 r. Henryk pogodził się także z cesarzem Ludwikiem. Odtąd Henryk był członkiem partii antypapieskiej. Swemu poparciu dla Ludwika dał wyraz szczególnie podczas zjazdu elektorów w Rhens w 1338 r., który uznał m.in. iż do wyboru króla niemieckiego wystarczająca jest wola większości elektorów, a zbędne jest zatwierdzenie papieskie. W 1346 r. papież Klemens VI ekskomunikował Henryka i wyświęcił na arcybiskupa Moguncji Gerlacha z Nassau, Henryk utrzymał się jednak w Moguncji mimo wojny z Gerlachem aż do swojej śmierci.